# Institut de recherche et coordination acoustique/musique

Westfront des IRCAM-Gebäudes

IRCAM ist die Abkürzung für Institut de recherche et coordination acoustique/musique (Ircam) (deutsch Forschungsinstitut für Akustik/Musik). Es befindet sich im Centre Pompidou in Paris.
Die Aufgaben des IRCAM hat der Komponist Pierre Boulez, der an der Gründung maßgeblich beteiligt war, so umrissen: „Man weiß ja inzwischen, daß ich den Plan verfolge, in Paris ein Forschungsinstitut zu gründen, und zwar nicht nur für die Elektroakustik und Elektronik, sondern für die Forschung in allen Bereichen, die das Gebiet der Musik und Akustik betreffen.“

## Geschichte
Die Geschichte des Instituts ist eng verwoben mit der des Centre Pompidou, das als übergreifendes Kunst- und Kulturzentrum geplant und realisiert, am 31. Januar 1977 eröffnet wurde. 1978 wurde der espace de projection, ein Experimentiersaal mit einer Fläche von 375 Quadratmetern und variablen akustischen Eigenschaften, eingeweiht. 1992 wurde Pierre Boulez Ehrenvorsitzender des IRCAM.

## Statuten
Den Ausgangspunkt von Boulez’ Überlegungen bildete die Kritik am Bestehenden, seine Überzeugung, dass in der elektronischen Musik bis dato (vor allem unter dem Zwang kommerzieller Verwertbarkeit) nur Einzelprozeduren („Bastelein“) mehr zufällig gefunden als gezielt erforscht worden seien:

„Aber diese Untersuchungen blieben vereinzelt, wie übrigens auch die Forschungen der Rundfunkanstalten ganz allgemein. Überhaupt wurden diese Forschungen immer in Institutionen betrieben, die dafür nicht geschaffen waren. Die Rundfunkanstalten sahen es als eine Prestigefrage an, nach Möglichkeit Studios für elektronische Musik zu haben. Aber sobald das Fernsehen sich gefräßig zeigte, gerieten diese kleinen Studios völlig ins Abseits. In anderen Studios wiederum ist man von einer Universität, einer Telefongesellschaft oder einem anderen Unternehmen der Elektroindustrie abhängig, von Institutionen also, die dies ebenfalls aus Prestigegründen tun und ihre Energie nicht uneingeschränkt auf diese Forschungen verwenden: sie bleiben Alibis, Hobbys, Zeitvertreibe. Es schien mir also notwendig, nicht mehr von Institutionen abhängig zu sein, die andere Gesichtspunkte, andere Verwaltungsprinzipien und andere Engagements haben – auch gegenüber der Gesellschaft. Man braucht eine Institution, die sich ausschließlich mit diesen Forschungen befasst, und die in der Lage ist, das Bindeglied zwischen den anderen Institutionen zu bilden, zwischen den Studios in Universitäten, Firmen und Rundfunkanstalten, und die alle ihre Mittel auf ein genau umrissenes Ziel konzentriert.“

Daraus ergeben sich für das IRCAM folgende Statuten:
- Die theoretische Reflexion über die kompositorischen Möglichkeiten des elektroakustischen Materials steht im Vordergrund.
- Die Gesamtheit aller Prozeduren ist systematisch zu erforschen.
- Nachbardisziplinen wie Linguistik, Informationstheorie, Kommunikationswissenschaft und musikalische Analyse müssen in die Überlegungen einbezogen werden.
- Die Forschungsarbeit kann wegen des Umfangs der Forschungstätigkeit nur von ganzen Forscherteams (aus Komponisten, Technikern und Wissenschaftlern) als Kollektivtätigkeit durchgeführt werden, während die Komposition einzelner Werke oder Realisationen nach wie vor ein individueller Schaffensprozess bleibt.
- Die neue Verwendung traditioneller Mittel (beispielsweise im Instrumentenbau) muss gefördert und in die Überlegungen einbezogen werden.
- Die Forschungsarbeit sollte in finanzieller und institutioneller Unabhängigkeit durchgeführt werden.
- Das IRCAM übernimmt darüber hinaus die Aufgabe, Forschungsanliegen anderer Institute zu koordinieren.

## Bedeutung
Neben dem Kölner Studio für elektronische Musik ist das IRCAM eine der weltweit führenden Einrichtungen auf dem Gebiet der Erforschung der elektronischen Musik.
Folgende Komponisten haben bereits am IRCAM gearbeitet: Hanspeter Kyburz, Barry Anderson, Klarenz Barlow, Francois Bayle, George Benjamin, Pierre Boulez, Marc-André Dalbavie, Jean-Pierre Derrien, Karlheinz Essl, Andrew Gerszo, Vinko Globokar, Georg Friedrich Haas, Arnulf Herrmann, York Höller, Werner Jauk, Tristan Murail, Thierry Lancino, Michaël Levinas, Tod Machover, Philippe Manoury, Isabel Mundry, Olga Neuwirth, Ichirō Nodaïra, Michael Obst, Jean-Claude Risset, Kaija Saariaho, Émilie Simon, Morton Subotnick, Marco Stroppa, Karlheinz Stockhausen, Balz Trümpy, Alejandro Vinao, David Wessel und Trevor Wishart.

## Technische Entwicklungen
- 1978 digitaler Klangprozessor 4C
- 1981 Prototyp der von Giuseppe di Giugno entwickelten Sogitec 4X-Maschine
- 1988 erste Version von Max
- 1993 FFT-1 von Xavier Roder und Philippe Depalle
- 1994 Entwicklung von AudioSculpt